# Dipluren
Dipluren (Diplura) zijn een orde van zeer kleine bodembewonende zespotigen, behorende tot de aan insecten verwante klasse Entognatha.

## Kenmerken
De wetenschappelijke naam di(plo-)ura betekent letterlijk 'dubbele staart': de meeste soorten hebben lange, draadachtige achterlijfsaanhangsels. Een aantal soorten heeft aangepaste aanhangsels die verhard zijn en een tangachtige vorm hebben, die enigszins doet denken aan oorwormen. De meeste soorten worden enkele millimeters lang, de grootste soorten kunnen enkele centimeters bereiken. De monddelen zijn net als bij andere verwante groepen in de kop gelegen. De dipluren kennen geen metamorfose. Ze zijn blind en hebben een langwerpige lichaamsbouw, met een grote opvallende kop met bijtende monddelen.

## Leefwijze
Veel soorten leven van bodemmateriaal of schimmels, andere zijn carnivoor en jagen op levende prooien.

## Voortplanting
De voortplanting is net zo primitief als de lichaamsbouw; als een mannetje een vrouwtje waarneemt zet hij druppeltjes sperma af op kleine steeltjes, maar hij doet geen enkele moeite om haar te bewegen deze op te nemen. De vrouwtjes van sommige soorten kennen wel een vorm van broedzorg; ze krullen het lichaam rond de eitjes en bewaken deze tot ze uitkomen.

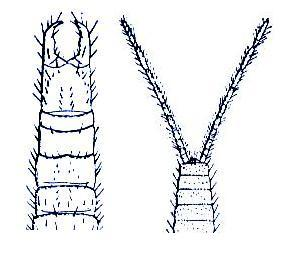
De twee typen staartaanhangsels van de dipluren; draadvormig (rechts) en tangachtig (links).